# Катц (замок)
Катц (нем. Burg Katz) — средневековый замок на правом берегу Рейна на склоне холма над городом Санкт-Гоарсхаузен в земле Рейнланд-Пфальц, Германия. С 2002 года крепость включена ЮНЕСКО в число объектов Всемирного наследия в долине Среднего Рейна. По своему типу относится к замкам на вершине.

## История

### Ранний период
Замок был построен примерно с 1360 по 1371 год графами из рода фон Катценельнбоген. Изначально он назывался Нойкатцеленбоген (Neukatzenelnbogen), но очень быстро за ним закрепилось сокращённое название Катц (кошка), вероятно по причине того, что неподалёку находился принадлежащий трирскому курфюрсту замок Маус (мышь), построенный на несколько лет раньше, в 1356 году. Катц, вместе с замком Райнфельс, образовал таможенный барьер в долине Рейна, усилив тем самым сеть укреплений, с помощью которых графы фон Катценельнбоген контролировали юго-западные земли Германии.

### Эпоха Ренессанса

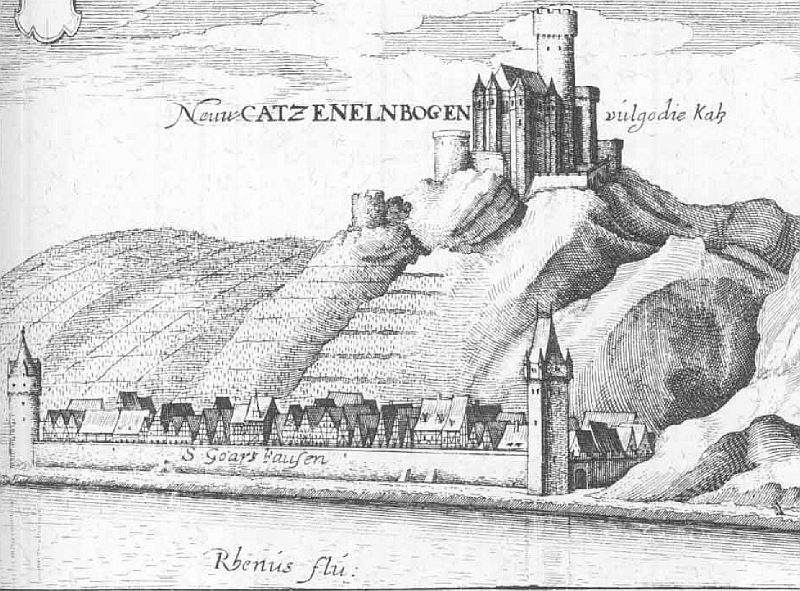
Изображение города Санкт-Гоарсхаузен и замка Катц на гравюре 1655 года.

Семья Катценельнбогенов вымерла в мужском племени в 1479 году. Все владения в долине Рейна, а, соответственно, и замок, перешли в собственность ландграфов Гессена, начиная с ландграфа Генриха III фон Гессен-Марбург, который был женат на дочери последнего графа Катценельнбогена. Однако не все согласились с такой ситуацией. И вскоре замок Катц, как и замок Райнфельс, стал яблоком раздора в споре о праве на наследство рода фон Катценеленбоген между линиями Гессен-Кассель и Гессен-Дармштадт.
Новые собственники несколько раз проводили реконструкцию замка, усиливая его оборонительные возможности и приспосабливая к возможности артиллерийского огня.
В ходе Тридцатилетней войны замок дважды был осаждён: в 1626 и 1647 годах. В результате боевых действий крепость оказалась частично разрушена.

### Новое время
В 1692 году во время войны Аугсбургской лиги крепость снова серьёзно пострадала, также как и Райнфельс. На этот раз от действий французской армии Людовика XIV.
В 1758 году, во время Семилетней войны, замок Катц был завоёван французами. Собственникам крепость возвратили после завершения конфликта в 1763 году. Были проведены частичные восстановительные работы.

### XIX век

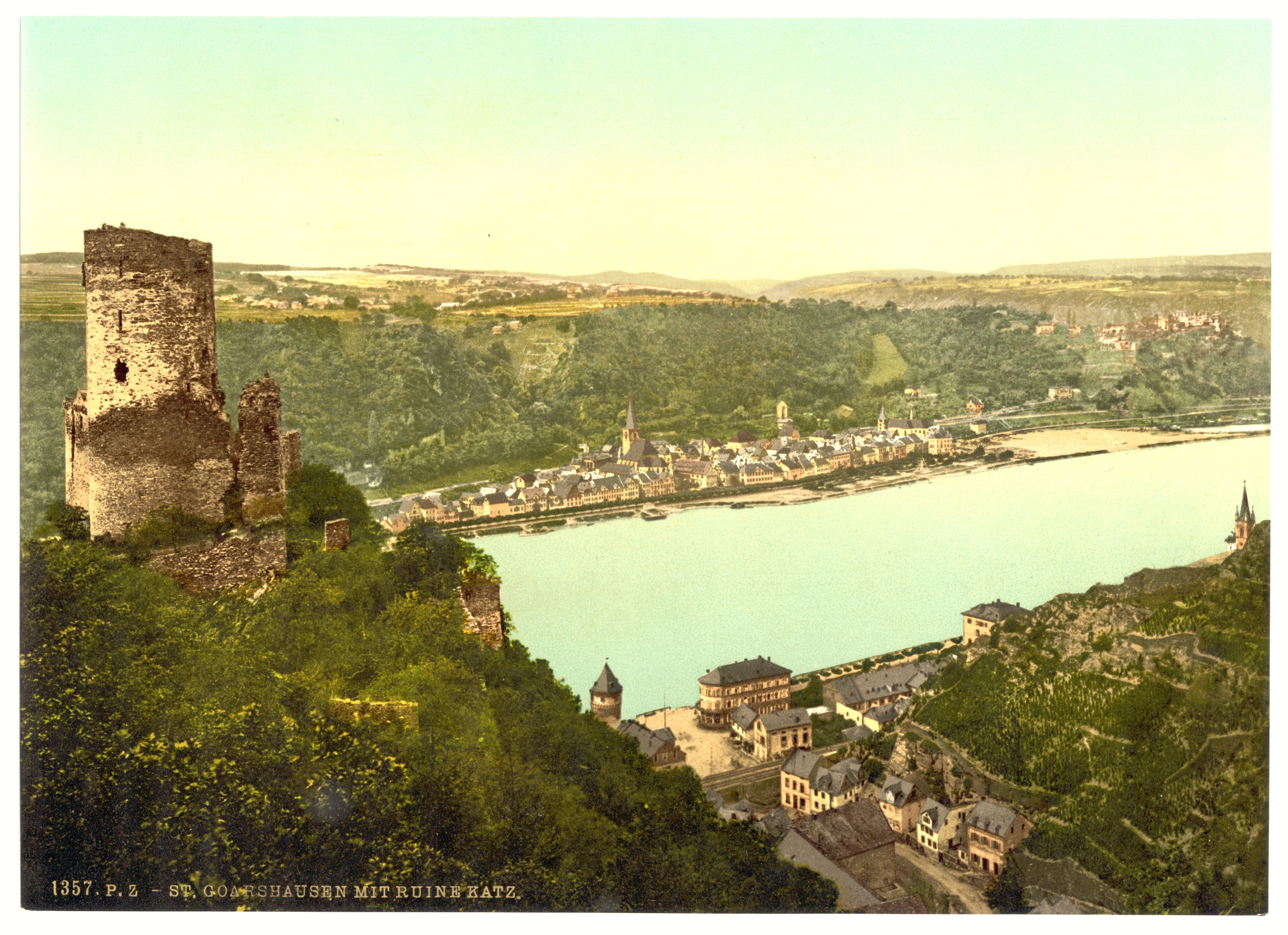
Вид руин замка и долины на открытке 1896 года

В 1806 году по приказу Наполеона внешние укрепления замка, как и расположенный неподалёку Гутенфельс, были взорваны.
В 1816 году замок вошёл в состав герцогства Нассау. В течение XIX века полуразрушенный замок не раз менял собственников.
Наконец, в 1896 году его приобрёл окружной администратор Санкт-Гоарсхаузена по имени Фердинанд Берг. Начались серьёзные восстановительные работы, для выполнения которых заключили контракт с кёльнской архитектурной фирмой Schreiterer&Below. Замок был значительно перестроен, хотя и была сделана попытка сохранить стиль средневековых построек. Однако в реальности от прежней крепости мало что осталось. Главное внимание было уделено дворцовой резиденции.
Часть бывших фортификационных сооружений так и осталась в руинах.

### XX век

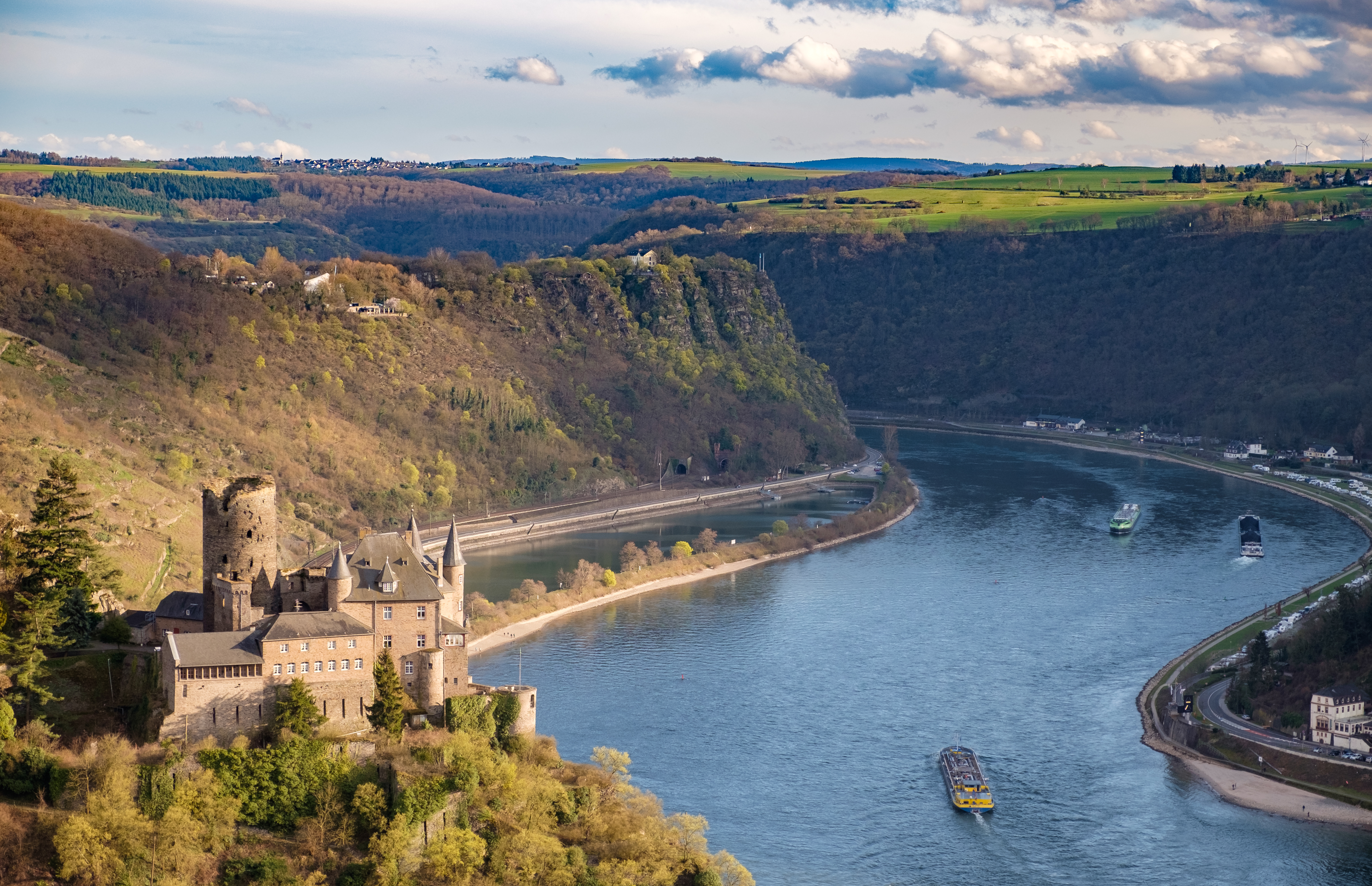
Вид замка Катц и скалы Лорелея в долине Рейна сверху

В 1928 году замок Катц был выставлен на аукцион. В 1936 году здание оказалось под контролем Имперской служба труда. В замке был организован спортивно-трудовой лагерь.
После Второй мировой войны владельцем замка оказалась Федеральная Республика Германия. Первоначально он служил временным зданием для нужд гимназии Вильгельма Гофмана. В 1948 году здесь открыли школу-интернат под руководством семьи Альтгельт. Так как главная школа в Санкт-Гоарсхаузене также была частично разрушена во время войны, часть классов проходила обучение в специально построенных бараках на территории замка. В 1950—1951 годах, после восстановления здании гимназии в центре Санкт-Гоарсхаузена, в замке ещё несколько лет размещался интернат.
В 1966 году последние дети из интерната переехали в новое здание при гимназии Вильгельма Гофмана.
До конца 1987 года замок Катц служил центром отдыха для работников социальных служб Федерального управления финансов. Из-за несоответствия условиям пожарной безопасности (например, средств эвакуации) база отдыха была закрыта, а сам замок был выставлен на продажу.
В 1989 году замок купил консультант по управлению из Японии Сатоси Косуги. За весь комплекс он заплатил 4,3 миллиона немецких марок. Новый владелец сначала хотел сделать в замке отель для японских туристов, но позднее от этих планов пришлось отказаться.

## Описание
Замок уникален необычайно малой площадью основания для столь массивных зданий, а, следовательно, их очень компактным размещением. Центральным элементом фортификации была главная башня высотой 40 метров, построенная с стороны главного входа. Перед башней некогда был глубокий ров, выдолбленный прямо в скале, а также перекидной мост и треугольный бастион. Жилая резиденция изначально имела три этажа.

## Современное состояние
На сегодняшний день замок находится в частной собственности японских владельцев. Посещение замка невозможно.

## В массовой культуре
- Действие второй части серии популярных комиксов «Йоко Цуно[нем.]» происходит в замке Катц и его окрестностях[2].

## Галерея

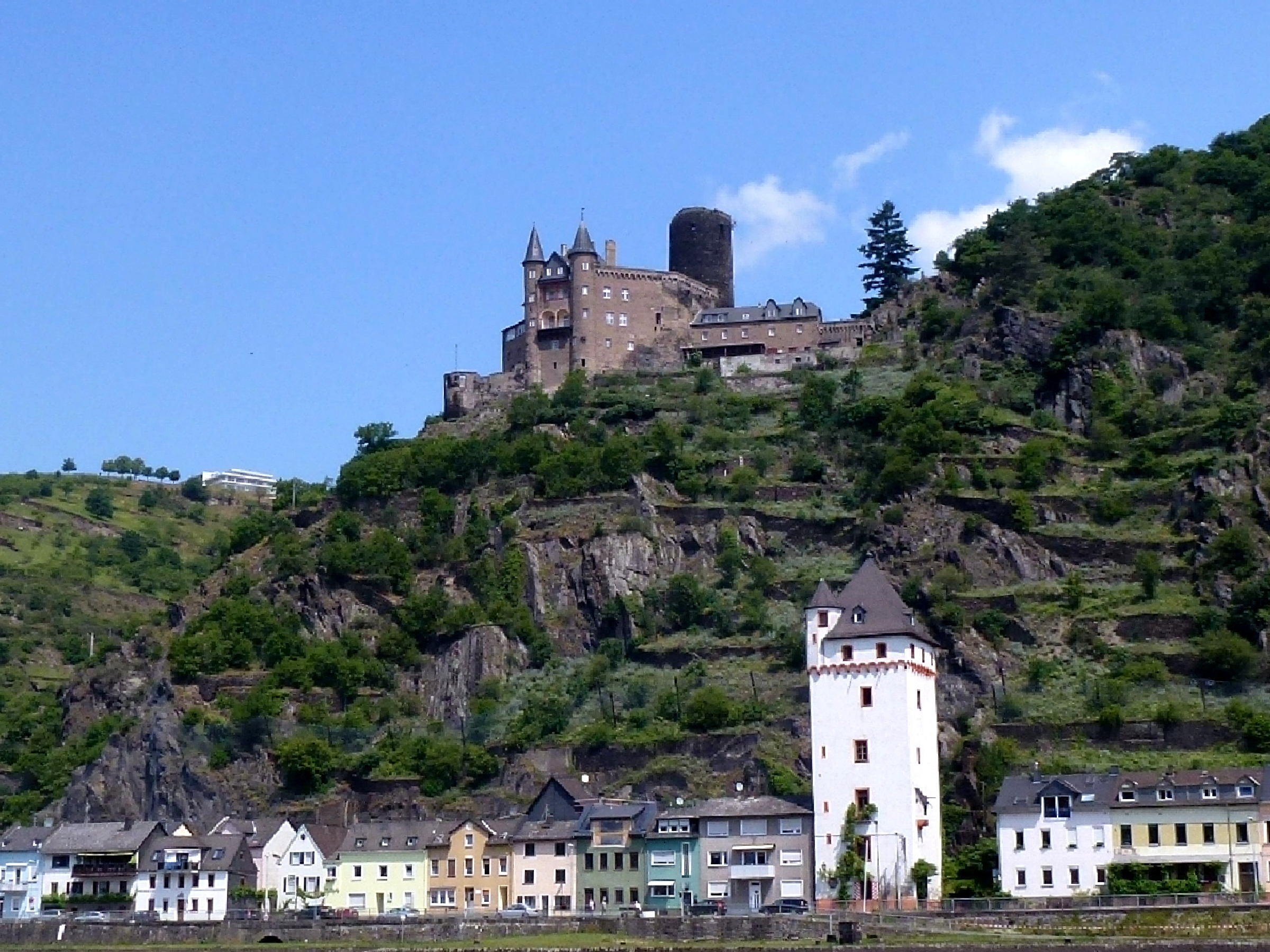
Замок и расположенный под ним город Санкт-Гоарсхаузен
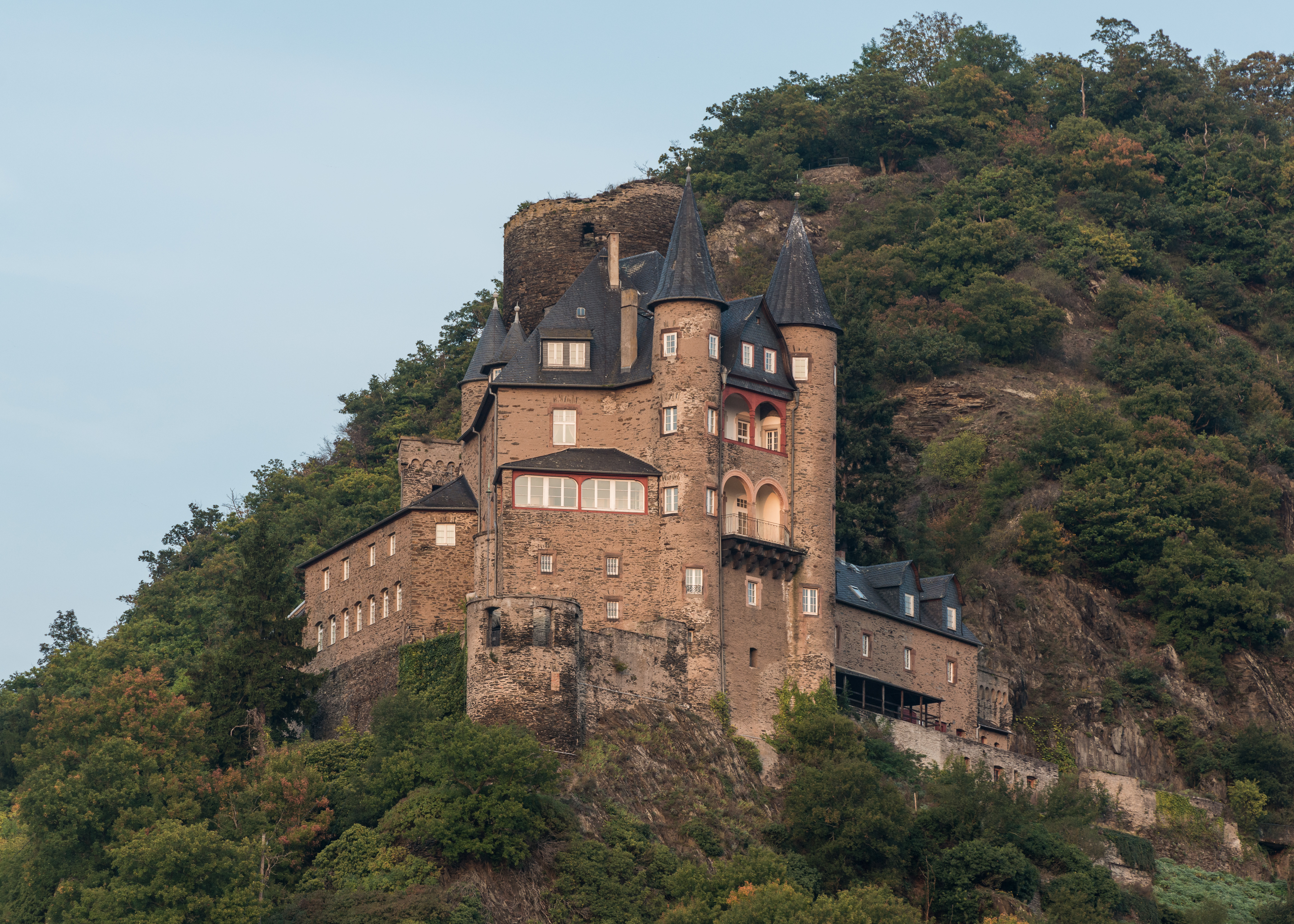
Вид замка с юго-запада
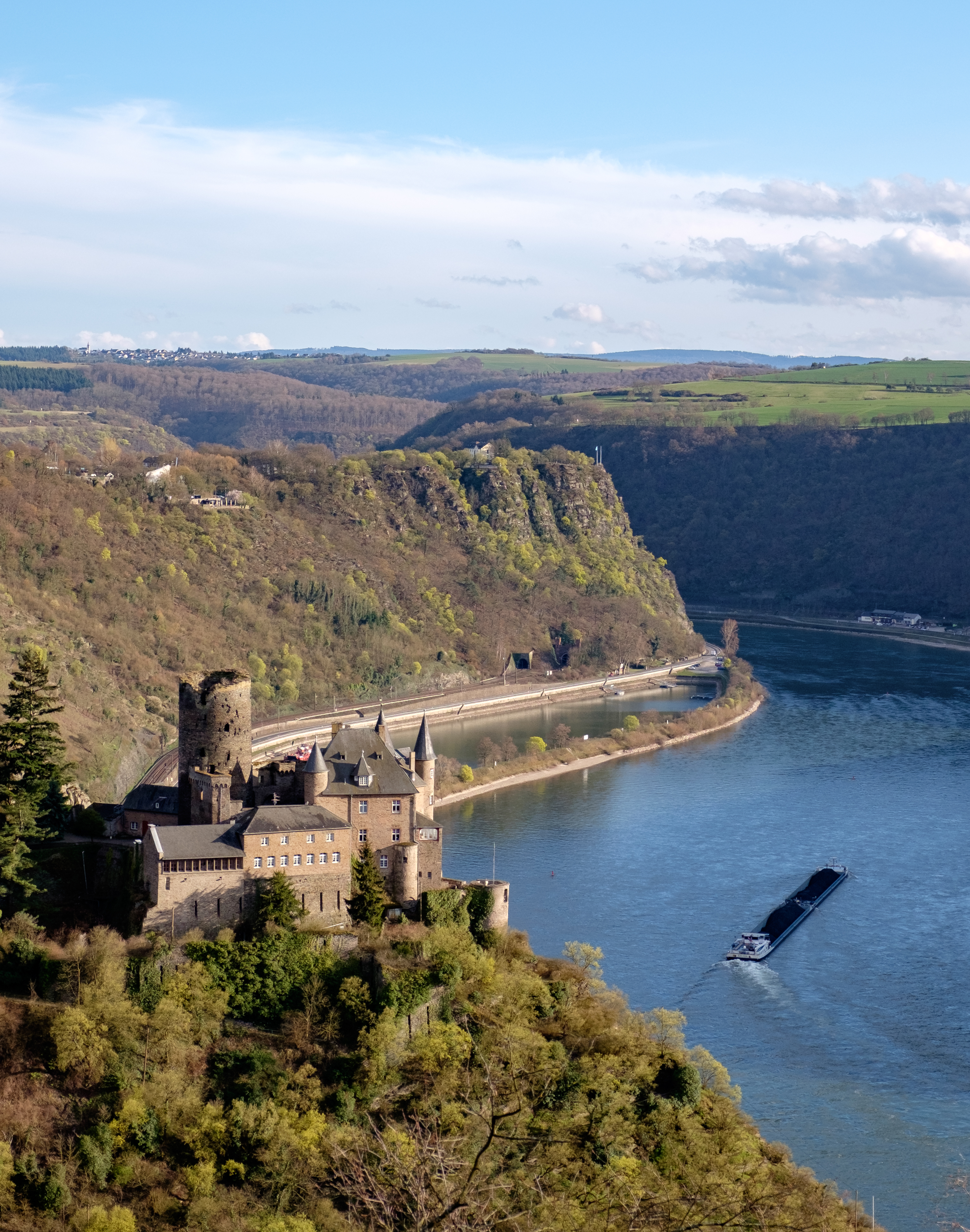
Вид на  замок и долину Рейна со скалой Лорелея
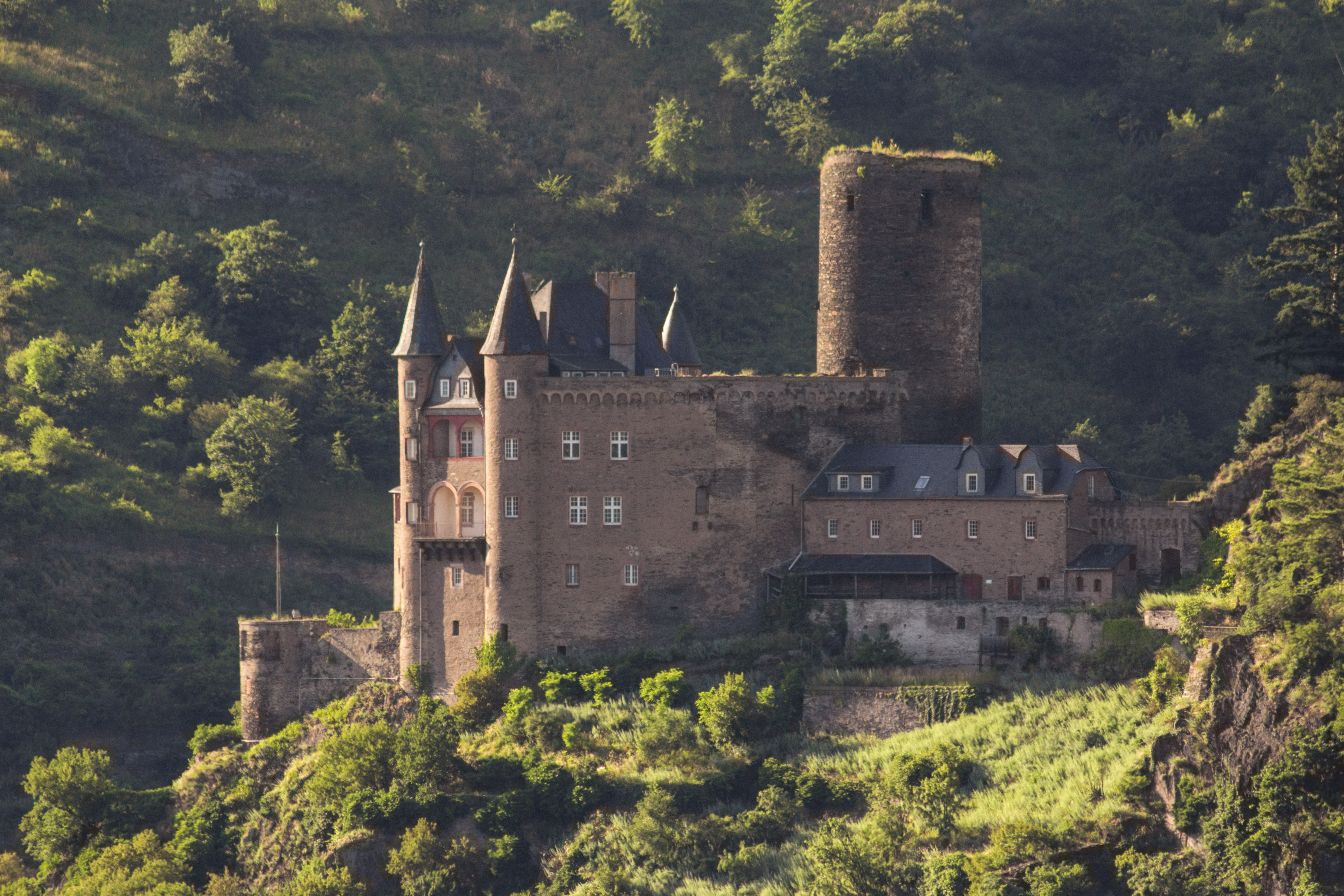
Замок Катц
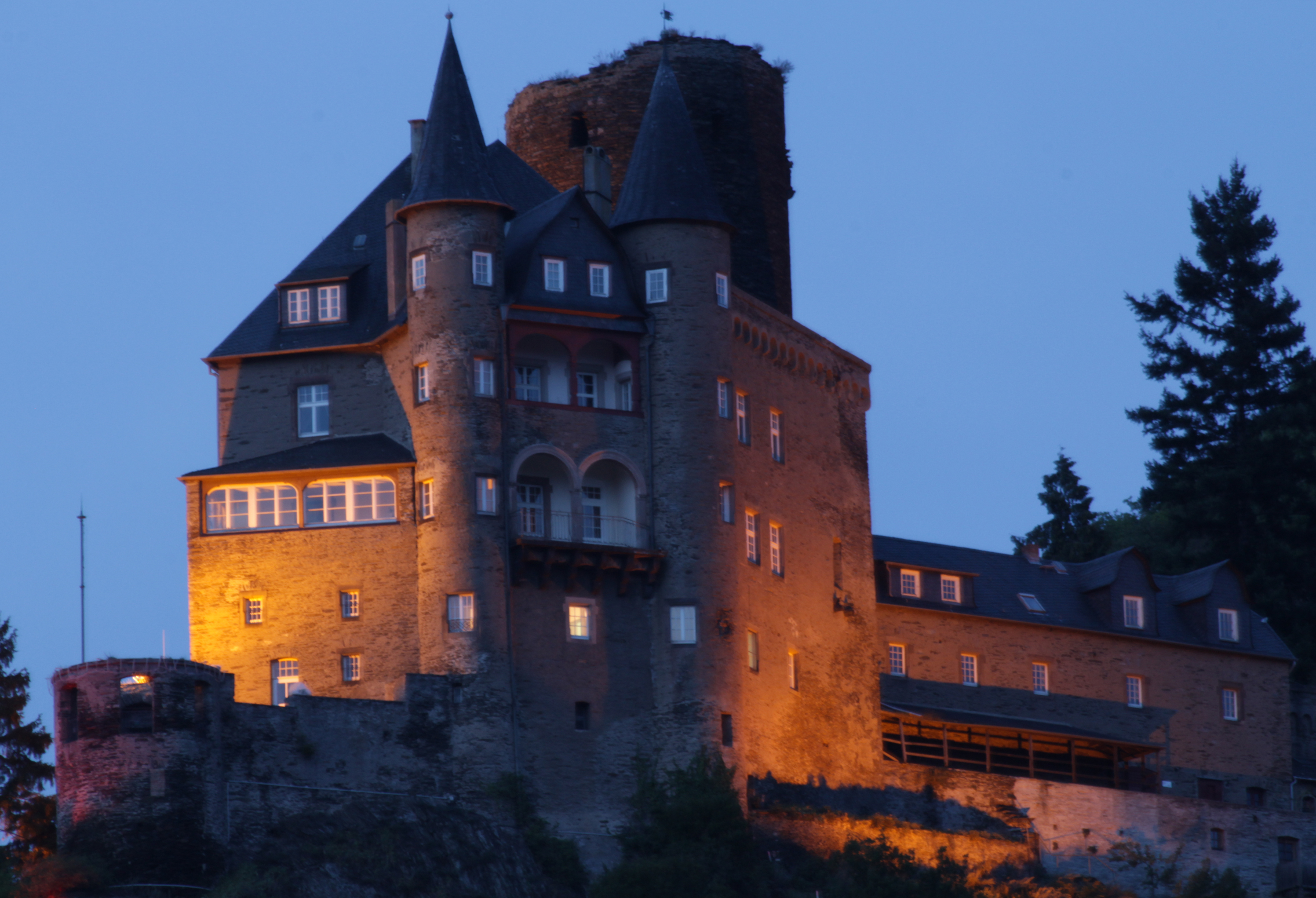
Вид замка ночью